# Циклопропан
Циклопропанът е циклоалканова молекула с молекулярна формула C3H6. Съдържа три въглеродни атома, свързани един с друг в пръстен, като всеки въглероден атом е свързан и с два водородни атома, при което се образува D3h молекулярна симетрия. Малкият размер на пръстена създава значително напрежение в молекулярната структура.
Циклопропанът действа като анастетик при вдишване. В съвременната анестезиология е заменен от други агенти. Поради високата му реактивност, смесите на циклопропан с кислород са взривоопасни.

## История
Циклопропанът е открит през 1881 г. от Август Фройнд, който предлага правилната структура на веществото в първия си труд. Той обработва 1,3-Дибромопропан с натрий, като по този начин предизвиква междумолекулна реакция на Вюрц, произвеждаща директно циклопропан. Добивите от реакцията са подобрени през 1887 г. чрез употребата на цинк вместо натрий. Съединението няма комерсиални приложения до 1929 г., когато са открити анестетичните му свойства. Промишленото му производство започва през 1936 г.

## Синтез
Циклопропанът се произвежда чрез реакция на Вюрц, при която 1,3-Дибромопропан се циклизира посредством натрий. Добивът от тази реакция може да се увеличи чрез използването на цинк като дехалогениращ агент и натриев йодид като катализатор.
BrCH2CH2CH2Br + 2 Na → (CH2)3 + 2 NaBr

## Реакции
Поради π-характерът на C-C връзките си, циклопропанът може да реагира като алкен в определени случаи. Така например, той претърпява хидрохалогенация с неорганични киселини, при което се получават линейни алкилни халиди. Заместените циклопропани също реагират, следвайки правилото на Марковников. Освен това, заместените циклопропани могат да реагират с преходни метали чрез окислително присъединяване в хода на процес, наречен C-C активация.
Циклопропилните групи в съседство с винилни групи подлежат на разширение на пръстените. Тази реактивност може да се използва, за да се създадат необичайни циклични съединения, като например циклобутен или циклохептен.

## Анестетик
Циклопропанът е въведен за клинична употреба от американския анестезиология Ралф Уотърс, който използва затворена система с абсорбиращ въглероден диоксид, за да икономисва от скъпото по това време съединение. Циклопропанът е относително ефикасен, недразнещ и със сладка миризма. Има минимална алвеоларна концентрация от 17,5% и коефициент на разпределение кръв/газ от 0,55. Това означава, че настъпването на анестезията чрез вдишване на циклопропан и кислород е бързо и не е неприятно. Все пак, при продължителна анестезия с циклопропан пациентът може да започне да изпитва внезапно покачване на кръвното налягане, което от своя страна може да доведе до аритмия. Поради тази причина, както за това че е скъпо и взривоопасно, съединението вече се използва само за започване на анестезия, като не е налично за клинична употреба от средата на 1980-те години.